# Фатра
Фатра (на словашки: Velka Fatra, Mala Fatra са два обособени планински масива (Голяма Фатра и Малка Фатра), съставни части на Западните Карпати, разположени в северозападната част на Словакия, на запад от масива на Татрите.

## Малка Фатра
Планината Малка Фатра се простира от югозапад на североизток на протежение около 50 km. На югозапад чрез висока седловина се свързва със Стражовска планина, а на север, също с висока седловина – с планината Словашки Бескиди. На югоизток река Вах (ляв приток на Дунав) и левият ѝ приток Турец я отделят от масива Голяма Фатра. Дълбоката каньоновидна долина на река Вах я поделя на две обособени части – на североизток Криванска Фатра (връх Велики Криван 1709 m) и на югозапад Лучанска Фатра (връх Велика Лука 1476 m). Ядрото на планината е изградено от гранити, а периферните части от варовици и други седиментни материали. Преобладаващите височини са 1200 – 1500 m, като билните части са сравнително заравнени, а склоновете са силно разчленени от каньоновидни долини и причудливи скални образувания в резултат от изветрянето на скалите и повърхностната ерозия. Силно развити карстови форми, а по най-високите части – следи от плейстоценското заледяване. От Мала Фатра водят началото си реките Орава, Райчанка, Река и други притоци на Вах. Склоновете на планината са обрасли с букови и иглолистни гори, а билните части са заети от субалпийски храсти и пасища. Мала Фатра е известна със своите интересни туристически дестинации..

## Голяма Фатра
Планината Голяма Фатра се простира от югозапад на североизток на протежение около 45 km и ширина до 20 km. На юг чрез висока седловина се свързва с Кремницка планина , а на югоизток, също с висока седловина – с планината Ниски Татри. На север река Вах я отделя от Хочка планина, а на северозапад и запад също река Вах и левият ѝ приток Турец – от масива Малка Фатра. Максимална височина връх Остредок 1592 m. Централните ѝ части са изградени от мезозойски шисти, а южните и югозападните – от седиментни скали (варовици и доломити). Преобладаващите височини са 1200 – 1500 m, като билните части са сравнително заравнени, а склоновете са силно разчленени от каньоновидни долини и причудливи скални образувания в резултат от изветрянето на скалите и повърхностната ерозия, в резултат на което са силно развити карстовите форми. Реките течащи по източните, северните и западните склонове на Голяма Фатра принадлежат към водосборния басейн на река Вах, а южния склон – към водосборния басейн на река Хрон (ляв приток на Дунав). Склоновете на планината са обрасли с букови и иглолистни гори, а билните части са заети от субалпийски храсти и пасища..